# 奥霍塔区
奥霍塔区（波蘭語：Ochota，波蘭語發音：[ɔˈxɔta] ⓘ），或译“奥乔塔区”、“愿望区”，是波蘭首都華沙的行政區之一。奥霍塔区位於華沙西部，靠近市中心。这个行政区的名字起源于1831年，在格羅耶茨卡街和Kaliska街交界处建造的“奥霍塔”旅馆。

## 历史
奥霍塔最早的书面记录可以追溯到1238年。其区域内有许多重要的道路，奥霍塔开始迅速发展，这些道路包括1768年的科沃斯卡路，1817年的克拉科夫大道（今日的格羅耶茨卡街），以及在1817年开始修建的新耶路撒冷路，1840年至1848年修建的华沙-维也纳铁路。
在19世纪，水源过滤站和婴儿耶稣医院的建设也促進了该区的发展。在战时，该区建造了Staszic和Lubecki两个根据地，以及纪念广场街的 "Akademik "学生宿舍。在华沙起义期间，奥霍塔发生了大规模的大屠杀事件。其中的烈士纪念碑就在这个学生宿舍的负一楼。
在1951年，奥克塔区由华沙Zachodnia区的部分地区分离出来，其中包括当时已经并入华沙的弗沃黑區。在共产主义时期，奥霍塔建造了许多新的住宅和服务建筑，以及以Era（电子工业）、Warszawska Fabryka Obrabiarek（机床）、Meratronika（测量设备）、Hydomat（机械工业）或WSK-Okęcie（航空工业）等企业为代表的工业发展。

## 行政区划

奥霍塔区行政区划

奥霍塔区的行政区划分为四个街区：
- 旧奥霍塔（Stara Ochota）
- 菲尔特里（Filtry）
- 拉科维茨（Rakowiec）
- 什切夫维切（Szczęśliwice）

奧霍塔區相鄰以下行政區：
- 北：沃拉區
- 南：莫科托夫區
- 西：弗沃黑區
- 東：市中心區

## 交通

### 鐵路
- 華沙奧霍塔車站